# دچیمومانو
دچیمومانو (به ایتالیایی: Decimomannu) یک کومونه در ایتالیا است که در استان کالیاری واقع شده‌است.

## خصوصیات
دچیمومانو ۲۸٫۱ کیلومترمربع مساحت و ۸٬۱۱۵ نفر جمعیت دارد و ۱۲ متر بالاتر از سطح دریا واقع شده‌است.